# Мохаммад Али Хан Зенд
Мохаммад Али Хан Зенд (перс. محمد علی خان زند‎; ок. 1760 — 1779) — второй шах династии Зендов, правивший с 6 марта по 19 июня 1779.

## Биография
После смерти Карим Хан Зенда в 1779 Иран вновь распался — началась борьба за трон. Сводный брат Карим Хана Заки Хан Зенд заявил Мохаммаду Али, что он как второй сын Карим Хана, должен править вместе с его сыном как второй правитель династии Занд. Вскоре после этого Аболь-Фатх Хан Зенд, старший сын Карим Хана стал на некоторое время соправителем.
В том же году Мохаммед Али Хан умер от сердечного приступа. В течение почти четырех месяцев своего правления он достиг очень малого и не мог продолжать наследие своего отца.
Его брат Аболь-Фатх Хан Зенд 19 июня 1779 объявлен единым правителем Ирана, но его правление было недолгим.